# Juuru
Juuru (německy Jörden) je městečko v estonském kraji Raplamaa, samosprávně patřící do obce Rapla.